# IBM z10
IBM z10は、IBMのIBM System z10 メインフレーム用のマイクロプロセッサで、2008年2月にリリースされた。開発中には "z6" と呼ばれていた。

## 概要
IBM z10 プロセッサは、CISCのz/Architectureの実装であり、4コアである。各コアは 64KB のL1 命令キャッシュと、128KB の L1 データキャッシュ、3MB の L2 キャッシュ（IBMは L1.5 キャッシュと呼ぶ）、そして 24MB の共用 L3 キャッシュ（IBMは L2 キャッシュと呼ぶ）を持つ。
IBMの 65nm SOI 半導体製造プロセス(CMOS 11S)で製造され、21.7×20.0 mmのチップサイズ上に993 百万トランジスタが搭載されている。サポートされているクロックは 4.4 GHz （前身の IBM System z9 の2倍以上） で、15 FO4 サイクルを持つ。
各 z10 チップは2つの 48GB/s SMPハブポート、4つの 13GB/s メモリポート、2つの 17GB/s I/Oポートを持ち、8765 とコンタクトする。
z10プロセッサは、POWER6プロセッサと多くの設計上の特徴を共有して開発された。半導体製造技術、ロジック設計、実行ユニット、浮動小数点数ユニット、バステクノロジー、パイプラインの設計スタイルなどである。
しかし、z10プロセッサは他の面では全く異なる。キャッシュの階層やキャッシュコヒーレンシ、SMPの技術やプロトコル、チップの構成などである。命令セットアーキテクチャ(ISA)は非常に異なり、z10 独自の 894 の命令があり、その 75% は完全にハードウェアとして実装されている。z/Architecture は CISCのアーキテクチャであり、1960年代のSystem/360からの互換性を保っている。
前身のIBM System z9 EC プロセッサからの追加は以下である。
- コードをより効率的に実行するための 50以上の新しい命令
- ソフトウェア/ハードウェア キャッシュの最適化
- 1MB ページフレームのサポート
- 10進数の浮動小数点数が完全にハードウェアに実装された

エラー検知とリカバリーが強化され、L2、L3 キャッシュとバッファーに ECC (error-correcting code)や拡張されたパリティチェックが備わり、チップ全体で 20,000 のエラーチェッカーが備わった。大半のハードウェアエラーを検知しリトライするために、プロセッサの状態はバッファーされる。

## 参照
1. ↑  IBM System z: The Future Runs on the IBM System z10 Enterprise Class
2. ↑  “IBM z6 - The Next-Generation Mainframe Microprocessor”. 2008年6月21日閲覧。